# Marin d'eau douce
Pour plus de détails, voir Fiche technique et Distribution.
Marin d'eau douce (Out of Luck) est un film américain réalisé par Edward Sedgwick et sorti en 1923.

## Fiche technique
- Titre : Marin d'eau douce
- Titre original : Out of Luck
- Titre provisoire : Superstition[1]
- Réalisation : Edward Sedgwick
- Scénario : George C. Hull, Raymond L. Schrock, Edward Sedgwick
- Photographie : Virgil Miller
- société de production : Universal Pictures
- Distributeur : Universal Pictures
- Genre : Comédie de Western
- Durée : 60 minutes
- Date de sortie :
  - USA : 23 juillet 1923

## Distribution
- Hoot Gibson : Sam Pertune
- Laura La Plante : Mae Day
- Howard Truesdale : Ezra Day
- Elinor Hancock : Edith Bristol

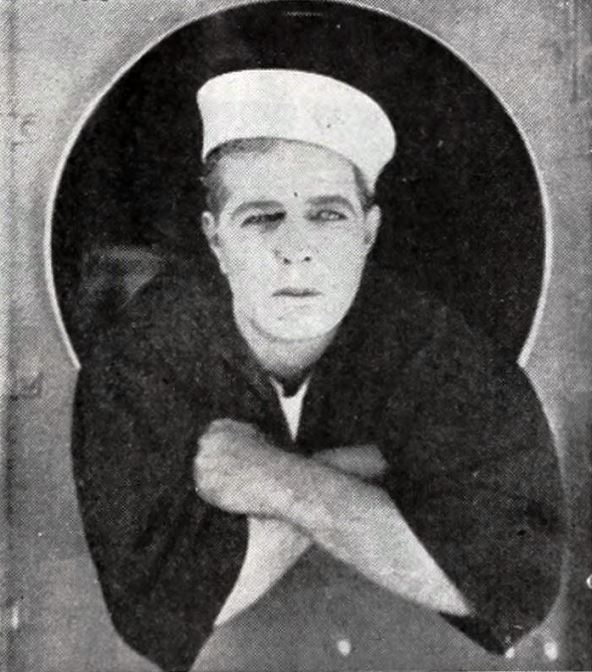
Hoot Gibson dans le film.

- DeWitt Jennings : Captaine Bristol
- Freeman Wood : Cyril La Mount
- Jay Morley : Boggs